# Henry Daniell
Henry Daniell (* 5. März 1894 in London, England; † 31. Oktober 1963 in Santa Monica, Kalifornien) war ein britischer Schauspieler, der vor allem durch seine Darstellungen von Filmschurken Bekanntheit erlangte.

## Leben und Karriere
Henry Daniell begann seine Karriere als Schauspieler an den Londoner Theaterbühnen im Alter von 18 Jahren. Erste Anerkennung erreichte er als Darsteller in Shakespeare-Stücken. 1921 siedelte Daniell nach Amerika über, um dort am Broadway im Stück Clair de Lune neben Ethel und John Barrymore zu spielen. Bis 1963 sollte Daniell am Broadway in insgesamt 16 Stücken spielen. Mit dem Einsetzen des Tonfilmes Ende der 1920er-Jahre kam er, zuvor ausschließlich Theaterschauspieler, nach Hollywood zur Filmindustrie. Sein erster Film war die Liebeskomödie The Awful Truth, wo er zusammen mit Ina Claire einer der wenigen Hauptrollen seiner Filmkarriere spielte. Schon bald wurde er aber vor allem als eleganter Schurke in Nebenrollen besetzt und erreichte mit diesen Rollen größere Bekanntheit.
Seine heute wahrscheinlich bekannteste Rolle hatte Daniell 1940 als Dr. Gorbitsch in Charlie Chaplins Anti-Nazi-Komödie Der große Diktator. Sein Auftritt als kaltherziger und rassistischer Berater eines Diktators mit fanatischen Ideologien war eine Parodie auf den deutschen Propagandaminister Joseph Goebbels. Ebenfalls 1940 spielte er den gefährlichen Gegenspieler von Errol Flynn im Abenteuerfilm Der Herr der sieben Meere, wobei seine Figur am Ende des Filmes von Flynn im Schwertkampf getötet wird. Im selben Jahr verkörperte er außerdem einen skrupellosen Chefredakteur in George Cukors Komödie Die Nacht vor der Hochzeit (1940) an der Seite von Cary Grant und James Stewart. Er spielte ebenfalls Nebenrollen in drei Filmen der Sherlock-Holmes-Reihe mit Basil Rathbone, unter anderem als Holmes’ gefährlichster Gegenspieler Professor Moriarty in Die Frau in Grün. In der Literaturverfilmung Jane Eyre war Daniell 1943 neben Orson Welles und Joan Fontaine als sadistischer Internatsleiter Henry Brocklehurst zu sehen, der seine Schüler mit maßloser Härte bestraft. In mehreren Horrorfilmen war Daniell zudem als verrückter Wissenschaftler besetzt.
In einigen Filmen erhielt Daniell allerdings auch die Gelegenheit, sympathischere Rollen zu spielen, darunter als Franz Liszt in der Filmbiografie Clara Schumanns große Liebe (1948) sowie als Anwalt Mayhew im Gerichtsfilm-Klassiker Zeugin der Anklage (1957). In den 1950er-Jahren hatte Daniell neben seiner Filmarbeit auch regelmäßig Gastrollen im US-Fernsehen. Seine Rollen wurden allerdings mit fortschreitendem Alter kleiner. Seine letzte Rolle hatte Daniell in My Fair Lady neben Audrey Hepburn als Botschafter auf dem Ball, wobei er drei Sätze zu sprechen hat. Noch am Drehtag für diese Szene starb er im Alter von 69 Jahren an einem Herzinfarkt. Weitere Szenen mit ihm waren geplant gewesen. Insgesamt hatte Daniell zwischen 1929 und 1964 rund 95 Film- und Fernsehauftritte. 
Bis zu seinem Tod war er mit seiner Frau Ann Knox verheiratet. Die Grabstätte von Henry Daniell befindet sich auf dem Woodlawn Memorial Cemetery (Mausoleum) in Santa Monica.

## Filmografie (Auswahl)
- 1929: The Awful Truth
- 1929: Jealousy
- 1930: The Last of the Lone Wolf
- 1934: The Path of Glory
- 1936: The Unguarded Hour
- 1936: Die Kameliendame (Camille)
- 1937: Under Cover of Night
- 1937: The Thirteenth Chair
- 1937: Tarantella (The Firefly)
- 1937: Madame X
- 1938: Die Schwester der Braut (Holiday)
- 1938: Marie-Antoinette (Marie Antoinette)
- 1939: Günstling einer Königin (The Private Lives of Elizabeth and Essex)
- 1939: We Are Not Alone
- 1940: Der Herr der sieben Meere (The Sea Hawk)
- 1940: Hölle, wo ist dein Sieg (All This, And Heaven Too)
- 1940: Der große Diktator (The Great Dictator)
- 1940: Die Nacht vor der Hochzeit (The Philadelphia Story)
- 1941: Die Frau mit der Narbe (A Woman’s Face)
- 1941: Dressed to Kill
- 1941: The Feminine Touch
- 1942: Four Jacks and  a Jill
- 1942: Charlie Chan: Das Schloß in der Wüste (Castle in the Desert)
- 1942: Die Stimme des Terrors (Sherlock Holmes and the Voice of Terror)
- 1942: Wie ein Alptraum (Nightmare)
- 1942: The Great Impersonation
- 1942: Reunion in France
- 1943: Verhängnisvolle Reise (Sherlock Holmes in Washington)
- 1943: Botschafter in Moskau (Mission to Moscow)
- 1943: Die Wacht am Rhein (Watch on the Rhine)
- 1943: Die Waise von Lowood (Jane Eyre)
- 1944: Unter Verdacht (The Suspect)
- 1945: Hotel Berlin
- 1945: Der Leichendieb (The Body Snatcher)
- 1945: Die Frau in Grün (The Woman in Green)
- 1945: Unter schwarzer Flagge (Captain Kidd)
- 1946: Der Bandit und die Königin (The Bandit of Sherwood Forest)
- 1947: Clara Schumanns große Liebe (Song of Love)
- 1947: Der Verbannte (The Exile)
- 1948: Im Banne der roten Hexe (Wake of the Red Witch)
- 1949: Die Herrin von Atlantis (Siren of Atlantis)
- 1949: The Secret of St. Ives
- 1950: Die Piratenbraut (Buccaneer’s Girl)
- 1954: Sinuhe der Ägypter (The Egyptian)
- 1955: Tempel der Versuchung (The Prodigal)
- 1956: Diane – Kurtisane von Frankreich (Diane)
- 1956: Der Mann im grauen Flanell (The Man in the Gray Flannel Suit)
- 1956: Vincent van Gogh – Ein Leben in Leidenschaft (Lust for Life)
- 1957: Mister Cory
- 1957: Zwischen Madrid und Paris (The Sun Also Rises)
- 1957: Die Girls (Les Girls)
- 1957: The Story of Mankind
- 1957: Zeugin der Anklage (Witness for the Prosecution)
- 1958: From the Earth to the Moon
- 1959: Die vier Schädel des Jonathan Drake (The Four Skulls of Jonathan Drake)
- 1961: Madison Avenue
- 1961: Unternehmen Feuergürtel (Voyage to the Bottom of the Sea)
- 1961: Die Comancheros (The Comancheros)
- 1962: Noch Zimmer frei (The Notorious Landlady)
- 1962: 5 Wochen im Ballon (Five Weeks in a Balloon)
- 1962: Der Chapman-Report (The Chapman Report)
- 1962: Meuterei auf der Bounty (Mutiny on the Bounty)
- 1964: My Fair Lady